# Casa de Pol (Arenys de Mar)
La Casa de Pol és un edifici situat al carrer d'Avall, carrer d'en Riera, del municipi d'Arenys de Mar, a la comarca del Maresme, a Catalunya.

## Història
Aquesta casa fou una de les més importants de la localitat durant el segle xvii. Actualment està molt malmesa en general, però principalment a les façanes, ja que tots els brancals de pedra de les obertures es desintegren perillosament. De la garita de fortificació tan sols en queda la base molt deteriorada, i el senyal a la façana i al ràfec, molt deteriorat aquest també. Situada al carrer d'Avall el qual és un dels carrers més antics d'Arenys.

## Descripció
Gran edificació de tres plantes -coberta a tres aigües-, amb tres façanes i una altra que dona al pati de la mateixa finca. És pràcticament quadrada i té una fortificació en estat ruïnós a l'aresta del segon pis i un balcó corregut a la cantonada del primer. A l'interior alguna arcada de pedra a la planta baixa i amples sales al pis. Està situada en la cruïlla de carrers oberta a una gran plaça, anomenada antigament plaça del Casino, des d'on pot ser observada àmpliament. Constitueix un punt important d'aquesta zona junt amb la torre d'en Llobet, no gaire lluny d'aquí.